# Coupe du monde de baseball 1988
La Coupe du monde de baseball 1988 est la 30e édition de cette épreuve mettant aux prises les meilleures sélections nationales. La phase finale s'est tenue du 23 août au 7 septembre 1988 en Italie.

## Format du tournoi
Les douze équipes participantes jouent les unes contre les autres dans une poule unique lors du premier tour. Les quatre meilleures équipes se qualifient pour la phase finale à élimination directe (demi-finales, finale et matchs de classement). Si une équipe mène de plus de 10 points après le début de la 7e manche, le match est arrêté (mercy rule).

## Classement final
| Pl.                | Sélection              |
| ------------------ | ---------------------- |
| Médaille d'or      | Cuba                   |
| Médaille d'argent  | États-Unis             |
| Médaille de bronze | Taïwan                 |
| 4                  | Japon                  |
| 5                  | Canada                 |
| 6                  | Porto Rico             |
| 7                  | Nicaragua              |
| 8                  | Corée du Sud           |
| 9                  | Italie                 |
| 10                 | Pays-Bas               |
| 11                 | Antilles néerlandaises |
| 12                 | Espagne                |

## Résultats

### Premier tour
| Date          | Heure | Stade         | Recevant               | Visiteur               | Score  | Notes      |
| ------------- | ----- | ------------- | ---------------------- | ---------------------- | ------ | ---------- |
| 23 août       | 16h45 | Florence      | Italie                 | Espagne                | 10 - 0 | 7 manches  |
| 24 août       | 16h00 | Florence      | Canada                 | Taiwan                 | 2 - 14 | 7 manches  |
| 24 août       | 16h00 | Grosseto      | Espagne                | États-Unis             | 0 - 28 | 7 manches  |
| 24 août       | 16h00 | Bologne       | Pays-Bas               | Puerto Rico            | 0 - 12 | 7 manches  |
| 24 août       | 21h00 | Florence      | Antilles Néerlandaises | Corée du Sud           | 0 - 12 | 7 manches  |
| 24 août       | 21h00 | Grosseto      | Cuba                   | Italie                 | 11 - 1 | 7 manches  |
| 24 août       | 21h00 | Bologne       | Japon                  | Nicaragua              | 7 - 0  |            |
| 25 août       | 16h00 | Florence      | Nicaragua              | Pays-Bas               | 3 - 2  |            |
| 25 août       | 16h00 | Grosseto      | Taiwan                 | Puerto Rico            | 3 - 5  |            |
| 25 août       | 16h00 | Pesaro        | Canada                 | Espagne                | 17 - 1 | 7 manches  |
| 25 août       | 21h00 | Florence      | Corée du Sud           | Cuba                   | 5 - 9  |            |
| 25 août       | 21h00 | Grosseto      | Japon                  | États-Unis             | 0 - 4  |            |
| 25 août       | 21h00 | Pesaro        | Antilles Néerlandaises | Italie                 | 2 - 9  |            |
| 26 août       | 18h00 | Grosseto      | États-Unis             | Nicaragua              | 9 - 1  |            |
| 26 août       | 18h00 | Pesaro        | Taiwan                 | Espagne                | 15 - 0 | 7 manches  |
| 26 août       | 21h00 | Florence      | Japon                  | Pays-Bas               | 6 - 1  |            |
| 26 août       | 21h00 | Rimini        | Corée du Sud           | Italie                 | 2 - 1  | 11 manches |
| 26 août       | 21h00 | Bologne       | Puerto Rico            | Antilles Néerlandaises | 17 - 1 | 7 manches  |
| 26 août       | 21h00 | Reggio Emilia | Canada                 | Cuba                   | 0 - 18 | 7 manches  |
| 27 août       | 16h00 | Rimini        | Espagne                | Pays-Bas               | 3 - 16 | 7 manches  |
| 27 août       | 21h00 | Florence      | Puerto Rico            | Japon                  | 4 - 1  |            |
| 27 août       | 21h00 | Rimini        | Taiwan                 | Cuba                   | 3 - 7  |            |
| 27 août       | 21h00 | Bologne       | États-Unis             | Corée du Sud           | 9 - 2  |            |
| 27 août       | 21h00 | Reggio Emilia | Italie                 | Nicaragua              | 6 - 5  | 11 manches |
| 27 août       | 21h00 | Verone        | Antilles Néerlandaises | Canada                 | 0 - 14 | 7 manches  |
| 28 août       | 16h00 | Rimini        | Pays-Bas               | Taiwan                 | 0 - 7  |            |
| 28 août       | 16h00 | Bologne       | Cuba                   | Espagne                | 11 - 0 | 7 manches  |
| 28 août       | 16h00 | Reggio Emilia | Puerto Rico            | Canada                 | 4 - 7  | 10 manches |
| 28 août       | 21h00 | Rimini        | Nicaragua              | Corée du Sud           | 6 - 5  | 10 manches |
| 28 août       | 21h00 | Bologne       | Italie                 | Japon                  | 4 - 11 |            |
| 28 août       | 21h00 | Reggio Emilia | États-Unis             | Antilles Néerlandaises | 15 - 5 | 7 manches  |
| 29 août       | 21h00 | Pesaro        | Pays-Bas               | Canada                 | 8 - 9  |            |
| 29 août       | 21h00 | Rimini        | Corée du Sud           | Japon                  | 0 - 1  |            |
| 29 août       | 21h00 | Bologne       | États-Unis             | Taiwan                 | 9 - 1  |            |
| 29 août       | 21h00 | Parme         | Puerto Rico            | Cuba                   | 6 - 7  | 8 manches  |
| 29 août       | 21h00 | Verone        | Nicaragua              | Antilles Néerlandaises | 6 - 5  | 10 manches |
| 30 août       | 21h00 | Rimini        | Canada                 | États-Unis             | 1 - 6  |            |
| 30 août       | 21h00 | Bologne       | Antilles Néerlandaises | Cuba                   | 3 - 10 |            |
| 30 août       | 21h00 | Reggio Emilia | Espagne                | Japon                  | 0 - 17 | 7 manches  |
| 30 août       | 21h00 | Parme         | Pays-Bas               | Corée du Sud           | 5 - 11 |            |
| 30 août       | 21h00 | Verone        | Italie                 | Puerto Rico            | 2 - 11 |            |
| 30 août       | 21h00 | Milan         | Taiwan                 | Nicaragua              | 2 - 1  |            |
| 31 août       | 21h00 | Parme         | Italie                 | Pays-Bas               | 11 - 2 |            |
| 1er septembre | 16h00 | Verone        | Espagne                | Nicaragua              | 0 - 10 | 7 manches  |
| 1er septembre | 16h00 | Turin         | Corée du Sud           | Canada                 | 2 - 3  |            |
| 1er septembre | 21h00 | Verone        | Puerto Rico            | États-Unis             | 1 - 11 | 7 manches  |
| 1er septembre | 21h00 | Milan         | Cuba                   | Japon                  | 3 - 2  |            |
| 1er septembre | 21h00 | Turin         | Taiwan                 | Italie                 | 5 - 2  |            |
| 1er septembre | 21h00 | Novara        | Pays-Bas               | Antilles Néerlandaises | 10 - 7 |            |
| 2 septembre   | 16h00 | Turin         | Japon                  | Antilles Néerlandaises | 11 - 0 | 7 manches  |
| 2 septembre   | 16h00 | Novara        | Puerto Rico            | Espagne                | 7 - 1  |            |
| 2 septembre   | 16h00 | Verone        | États-Unis             | Pays-Bas               | 9 - 0  |            |
| 2 septembre   | 16h00 | Milan         | Taiwan                 | Corée du Sud           | 6 - 4  |            |
| 2 septembre   | 16h00 | Turin         | Cuba                   | Nicaragua              | 11 - 1 | 8 manches  |
| 2 septembre   | 16h00 | Novara        | Canada                 | Italie                 | 10 - 4 |            |
| 3 septembre   | 21h00 | Milan         | Antilles Néerlandaises | Taiwan                 | 1 - 9  |            |
| 3 septembre   | 16h00 | Turin         | Corée du Sud           | Espagne                | 9 - 2  |            |
| 3 septembre   | 16h00 | Novara        | Cuba                   | Pays-Bas               | 15 - 5 | 8 manches  |
| 3 septembre   | 16h00 | Milan         | Italie                 | États-Unis             | 1 - 11 | 8 manches  |
| 3 septembre   | 21h00 | Turin         | Nicaragua              | Puerto Rico            | 6 - 5  |            |
| 3 septembre   | 21h00 | Novara        | Canada                 | Japon                  | 1 - 8  |            |
| 4 septembre   | 16h00 | Novara        | Espagne                | Antilles Néerlandaises | 2 - 20 | 7 manches  |
| 4 septembre   | 21h00 | Parme         | Cuba                   | États-Unis             | 10 - 9 |            |
| 4 septembre   | 21h00 | Milan         | Corée du Sud           | Puerto Rico            | 7 - 5  |            |
| 4 septembre   | 21h00 | Turin         | Japon                  | Taiwan                 | 1 - 12 | 7 manches  |
| 4 septembre   | 21h00 | Novara        | Nicaragua              | Canada                 | 7 - 9  |            |

| Pl. | Équipe                 | J  | V  | D  | PM  | PC  | %     |
| --- | ---------------------- | -- | -- | -- | --- | --- | ----- |
| 1   | Cuba                   | 11 | 11 | 0  | 112 | 35  | 1.000 |
| 2   | États-Unis             | 11 | 10 | 1  | 120 | 22  | .909  |
| 3   | Taïwan                 | 11 | 8  | 3  | 77  | 32  | .727  |
| 4   | Japon                  | 11 | 7  | 4  | 65  | 29  | .636  |
| 5   | Canada                 | 11 | 7  | 4  | 73  | 72  | .636  |
| 6   | Porto Rico             | 11 | 6  | 5  | 77  | 46  | .545  |
| 7   | Nicaragua              | 11 | 5  | 6  | 46  | 61  | .455  |
| 8   | Corée du Sud           | 11 | 5  | 6  | 59  | 47  | .455  |
| 9   | Italie                 | 11 | 4  | 7  | 51  | 70  | .364  |
| 10  | Pays-Bas               | 11 | 2  | 9  | 49  | 93  | .182  |
| 11  | Antilles néerlandaises | 11 | 1  | 10 | 44  | 115 | .091  |
| 12  | Espagne                | 11 | 0  | 11 | 9   | 160 | .000  |

J : rencontres jouées, V : victoires, D : défaites, PM : points marqués, PC : points concédés, % : pourcentage de victoire.

### Phase finale
|  | Demi-finales                | Demi-finales                |                        |   | Finale                      | Finale                      |
|  | Demi-finales                | Demi-finales                |                        |   | Finale                      | Finale                      |
|  |                             |                             |                        |   |                             |                             |
|  | 6 septembre - 21h00 (Parme) | 6 septembre - 21h00 (Parme) |                        |   | 7 septembre - 21h00 (Parme) | 7 septembre - 21h00 (Parme) |
|  | 6 septembre - 21h00 (Parme) | 6 septembre - 21h00 (Parme) |                        |   | 7 septembre - 21h00 (Parme) | 7 septembre - 21h00 (Parme) |
|  | États-Unis                  | 6                           |                        |   | 7 septembre - 21h00 (Parme) | 7 septembre - 21h00 (Parme) |
|  | États-Unis                  | 6                           |                        |   | 7 septembre - 21h00 (Parme) | 7 septembre - 21h00 (Parme) |
|  | Taïwan                      | 3                           |                        |   | 7 septembre - 21h00 (Parme) | 7 septembre - 21h00 (Parme) |
|  | Taïwan                      | 3                           | Cuba                   | 4 |                             |                             |
|  | 6 septembre - 15h00 (Parme) |                             | Cuba                   | 4 |                             |                             |
|  |                             | États-Unis                  | 3                      |   |                             |                             |
|  | Cuba                        | États-Unis                  | 3                      | 7 |                             |                             |
|  | Cuba                        |                             |                        | 7 |                             |                             |
|  | Japon                       | 3                           |                        |   |                             |                             |
|  | Japon                       | 3                           | Match pour la 3e place |   |                             |                             |
|  |                             |                             |                        |   |                             |                             |
|  | 7 septembre - 15h00 (Parme) |                             |                        |   |                             |                             |
|  |                             |                             |                        |   |                             |                             |
|  | Japon                       | 2                           |                        |   |                             |                             |
|  | Japon                       | 2                           |                        |   |                             |                             |
|  | Taïwan                      | 4                           |                        |   |                             |                             |
|  | Taïwan                      | 4                           |                        |   |                             |                             |